# Zbigniew Dunajewski

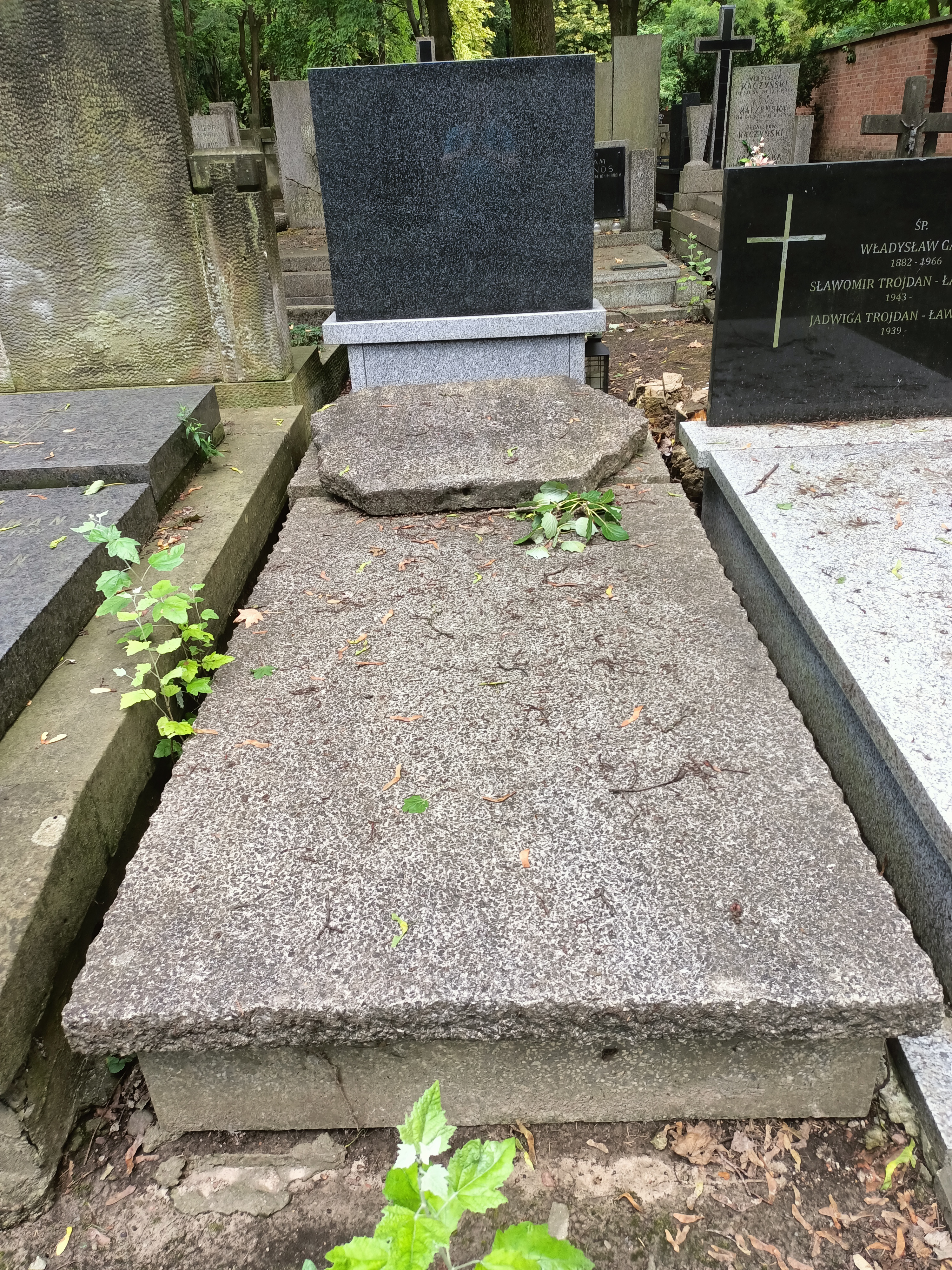
Grób Zbigniewa Dunajewskiego na cmentarzu Powązkowskim w Warszawie

Zbigniew Dunajewski (ur. 14 sierpnia 1907 w Dynowie, zm. 19 listopada 1966 w Warszawie) – polski rzeźbiarz.

## Życie i twórczość
Urodził się w rodzinie Stanisława Floriana (1877–1929) i Jadwigi z Puchałów. Od dzieciństwa cierpiał na chorobę Heinego-Medina, przez co całe życie poruszał się na wózku inwalidzkim.
Początkowo naukę pobierał w rodzinnym domu, następnie w Seminarium Nauczycielskim w Świsłoczy k. Wołkowyska. W 1926 przeniósł się do Krakowa, gdzie pod kierunkiem Jana Raszki studiował rzeźbę w Państwowej Szkole Sztuk Zdobniczych i Przemysłu Artystycznego. W 1931 planował rozpocząć studia w krakowskiej Akademii Sztuk Pięknych, jednak z powodu swej choroby nie został przyjęty. W związku z tym postanowił spróbować ponownie, tym razem na Akademii Sztuk Pięknych w Warszawie. Został przyjęty i rozpoczął naukę w pracowni prof. Tadeusza Breyera. W końcu lat 30. jego prace zaczęły pojawiać się na wystawach organizowanych przez Instytut Propagandy Sztuki oraz Zachętę.
W czasie okupacji niemieckiej utrzymywał się dzięki tworzeniu figurek z papier-mâché oraz świątecznych szopek.
Po zakończeniu II wojny światowej kontynuował pracę twórczą, uczestniczył w licznych wystawach i konkursach artystycznych. 
Jego autorstwa był m.in. zdemontowany w 1989 pomnik Feliksa Dzierżyńskiego w Warszawie. W Trzemesznie znajduje się wykonany przez niego pomnik Jana Kilińskiego. Artysta wykonał też medal upamiętniający odsłonięcie rzeźby. Na terenie gminy Żabia Wola, w Grzmiącej i w Słubicy, zachowały się dwie cementowe kapliczki.
Zachowane prace artysty znajdują się w kolekcjach prywatnych i w zbiorach różnych muzeów, m.in. Muzeum Niepodległości w Warszawie (brązowa rzeźba Józefa Piłsudskiego z 1935).
Zmarł w Warszawie 19 listopada 1966 roku. Został pochowany na cmentarzu Powązkowskim w Warszawie (kwatera 338-6-4).

## Życie prywatne
Był mężem Stanisławy z Czerniszewskich (1919–1987).

## Ordery i odznaczenia
- Srebrny Krzyż Zasługi (11 lipca 1955)[1]
- Medal 10-lecia Polski Ludowej (19 stycznia 1955)[11]

## Galeria

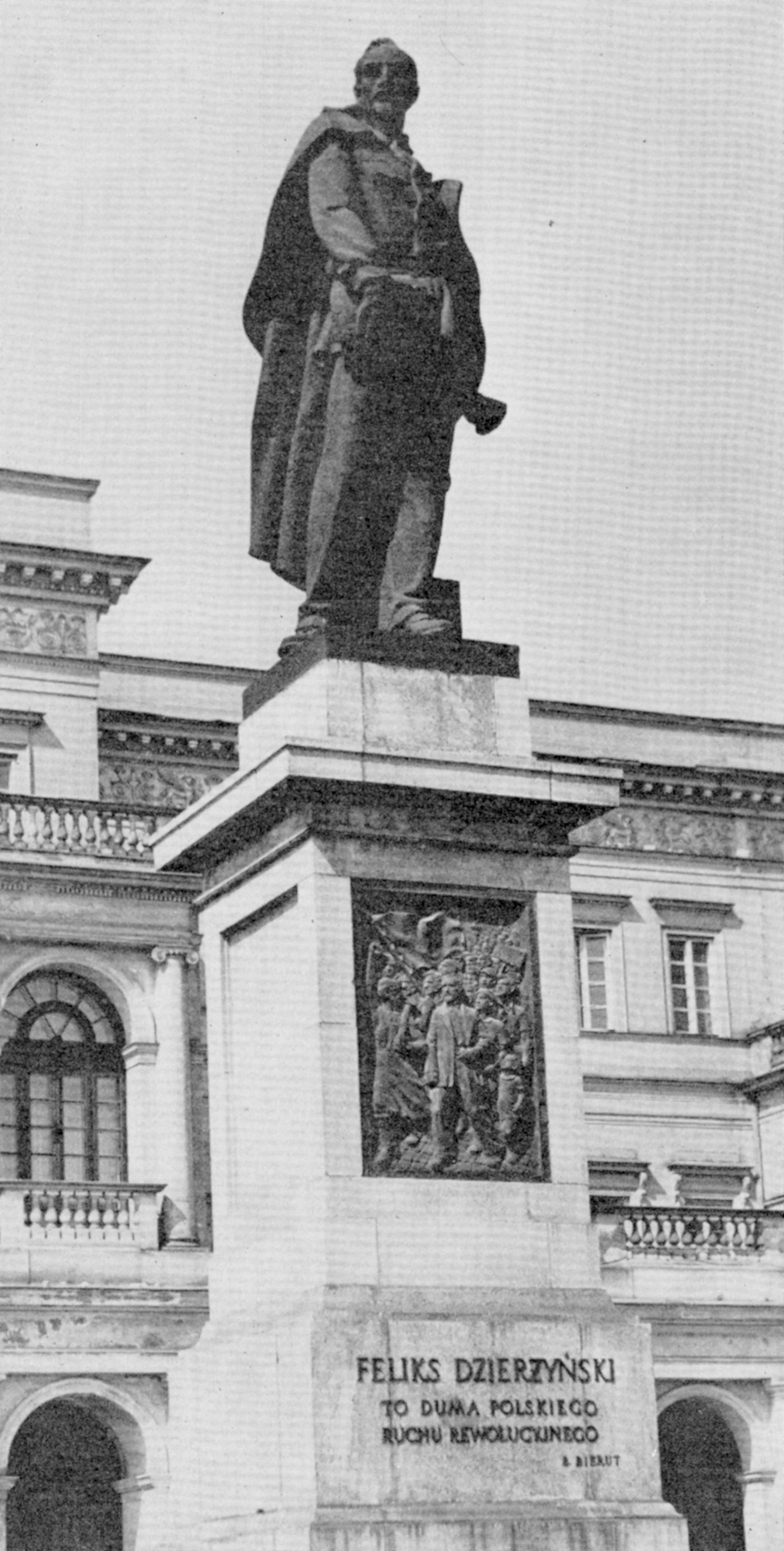
Pomnik Feliksa Dzierżyńskiego w Warszawie
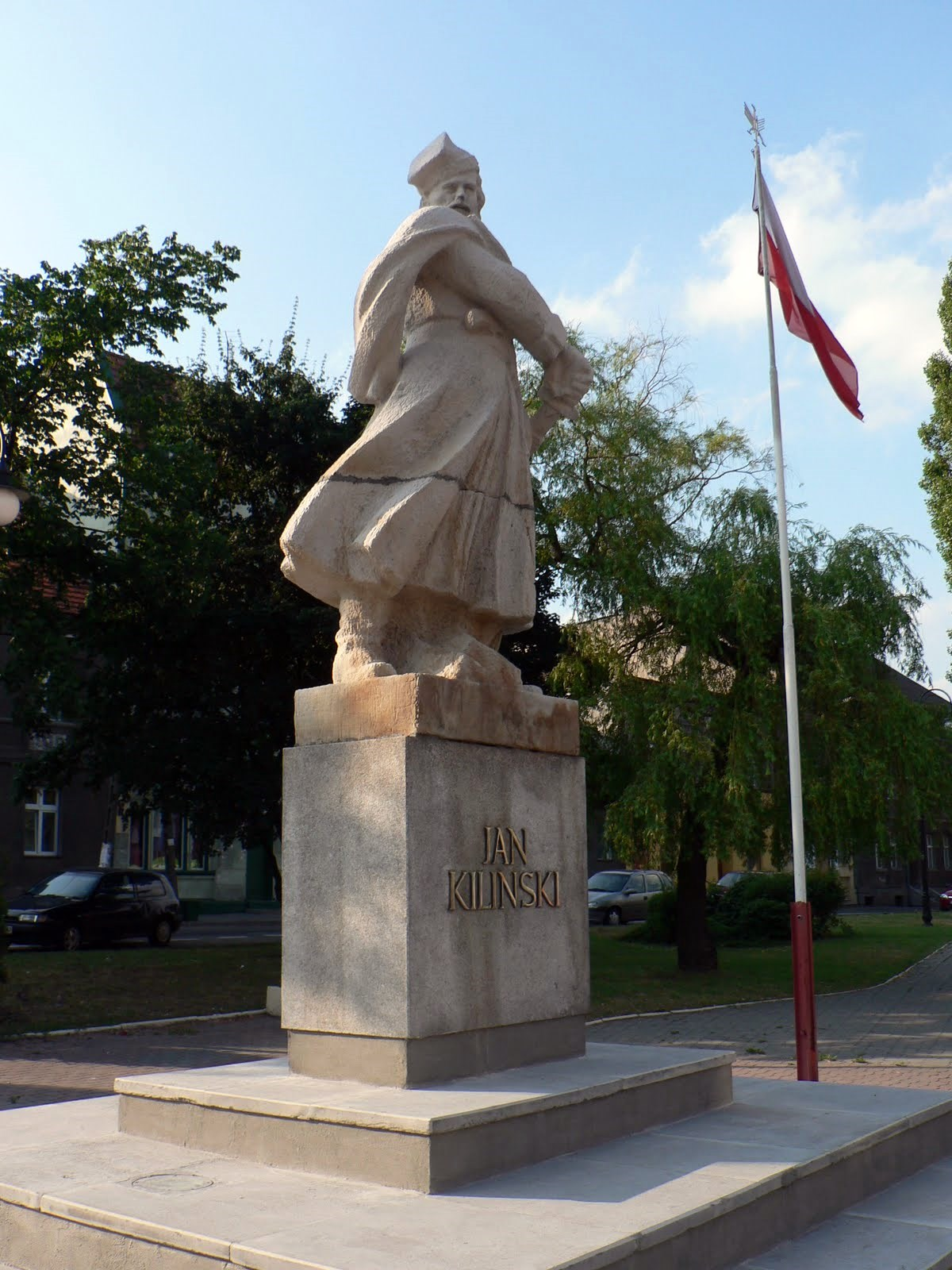
Pomnik Jana Kilińskiego w Trzemesznie